# Бортюк, Анна Леонидовна
А́нна Леони́довна Бортю́к (укр. Га́нна Леоні́дівна Бортю́к; 13 августа 1976, Одесса — 4 декабря 2019, Одесса) — преподавательница высшей математики и информационных дисциплин в Одесском колледже экономики, права и гостинично-ресторанного бизнеса. Погибла, спасая студентов во время пожара в колледже. Герой Украины (2020, посмертно).

## Биография

### Ранние годы, образование
Родилась 13 августа 1976 года в городе Одессе. В 1991 году окончила одесскую среднюю общеобразовательную школу № 113, в 1995 году — Одесский колледж стандартизации, метрологии и сертификации (ныне — Одесская государственная академия технического регулирования и качества), в 2001 году — Одесский национальный университет имени Мечникова по специальности «Математика» по квалификации «Математика, преподавателя математики и информатики». С 2001 года работала преподавателем высшей математики и информационных дисциплин в Одесском колледже экономики, права и гостинично-ресторанного бизнеса.

### Смерть
4 декабря 2019 года около 10:12 на 3-м этаже 6-ти этажного учебного корпуса Одесского колледжа экономики, права и гостинично-ресторанного бизнеса, расположенного в центре Одессы в Доходном доме Асвадурова, здании 1913—1914 годов постройки на углу улиц Пушкинской и Троицкой, начался пожар, который быстро охватил площадь в 4 тысячи квадратных метров. Перед началом пожара в здании находилось около 400 человек.
Анна минимум трижды заходила в горящее здание для того, чтобы вывести студентов младших курсов, которые пытались выйти из аудиторий через задымленный коридор. Спасала людей пока пламя не перегородило путь к выходу из здания колледжа. Муж Анны, Николай, старший пожарный спасатель СДПЧ-2 ГУ ГСЧС в Одесской области, прибыл одним из первых на место пожара, но не смог дозвониться до неё.
Тело Анны Бортюк достали из-под завалов 5 декабря. Её муж был на месте пожара и сразу её узнал. Она стала второй жертвой трагедии. Преподавательница умерла от отравления угарным газом.
Похоронена 7 декабря 2019 года на Новом Фонтанском кладбище в Фонтанке, Одесская область.
Кроме мужа остались пожилые родители и двое детей — взрослые сын и дочь.

### Награждение
25 января 2020 года Президент Украины Владимир Зеленский подписал указ о присвоении звания Герой Украины с вручением ордена «Золотая Звезда» посмертно Анне Бортюк и 5 июля передал орден её мужу Николаю.

## Награды
- Звание «Герой Украины» и орден «Золотая Звезда» (25.01.2020, посмертно) — за героизм и самопожертвование, проявленные при спасении людей во время пожара[2].